# غرائب التفسير وعجائب التأويل
غرائب التفسير وعجائب التأويل مؤلفه هو أبو القاسم محمود بن حمزة بن نصر الكرماني النحوي، يتضمّن هذا الكتاب على علم غزير في علوم القرآن المختلفة فقد أورد صاحبه فيه ما لا يجوز الاعتماد عليه من المعاني، وبعضها بعيدة عن مقصود الآية، ولم يذكر ذلك إلا للتحذير منه، وألا يعتمد عليه. وسبب وجود الغرائب في التفسير أن من الناس مَن له شغف بالإغراب في القول وإن حاد عن الجادة، وركب مسلكًا وعرًا.

## سبب تأليف الكتاب
ضمنه الكرماني أقوالًا من التفسير، لا يجوز الاعتماد عليها، وبعضها بعيدة عن المعنى المقصود، ولم يذكر ذلك إلا للتحذير منه، وألا يعتمد عليه. 

قال السيوطي: 
| غرائب التفسير وعجائب التأويل | النوع التاسع والسبعون: في غرائب التفسير. ألف فيه محمود بن حمزة الكرماني كتابًا في مجلدين سماه "العجائب والغرائب" ضمنه أقوالًا ذكرت في معاني آيات منكرة، لا يحل الاعتماد عليها، ولا ذكرها، إلا للتحذير منها، من ذلك قول مَن قال في {حم (1) عسق (2)} [سورة الشورى، الآية: 1، 2] إن الحاء حرب علي ومعاوية، والميم ولاية المروانية، والعين ولاية العباسية، والسين ولاية السفيانية، والقاف قدوة مهدي، حكاه أبو مسلم، ومن ذلك قول من قال في الم: معنى "ألف" ألَّف الله محمدًا فبعثه نبيًّا، ومعنى "لام" لامه الجاحدون وأنكروه، ومعنى "ميم" ميم الجاحدون المنكرون من الموم وهو: البرسام. | غرائب التفسير وعجائب التأويل |

## مقصد الكرماني بالغريب والعجيب
الغريب في تفسير الكرماني هو: تلك الوجوه غير الظاهرة، أو غير المتظاهرة، أو غير المعروفة في الاستعمال، أو غير المتوقعة، من الأقوال والآراء التي تتعلق بتفسير آيات القرآن الكريم، هذه الوجوه قد تكون على درجة من الصواب، أو على درجة من الخطأ، كما قد تكون على درجة من التفرد أو الوضوح أو الغموض؛ الأمر الذي يُحوِج إلى طلب التأمل، وقد تكون على درجة من استبعاد الوقوع.
أما العجيب ففي اتجاه الخلل وواقع في دائرته لا ينفك عنها وَفْقَ تصريح الكرماني؛ والغريب ألوانه متعددة متدرجة من درجة الفصاحة إلى الخطأ، قد يلتمس للغريب وجهًا، أما العجيب فغالبًا لا وجه له في العربية، وقد يلتمس له سببًا؛ لذا فالغريب أعم من العجيب عند الكرماني. 